# エドウィン・オースティン・アビー
エドウィン・オースティン・アビー（Edwin Austin Abbey、 1852年4月1日 - 1911年8月1日）はアメリカ合衆国の画家、イラストレータである。

## 略歴
フィラデルフィアで生まれた。ペンシルベニア美術アカデミーでクリスチャン・シュセーレに学んだ。20歳になる前から『ハーパーズ・マガジン』などの雑誌に挿絵を描くようになった。書籍の表紙絵や挿絵も描くようになり、その中には1896年に出版されたハーパー社版のシェイクスピアの喜劇集、4巻の挿絵もあった。

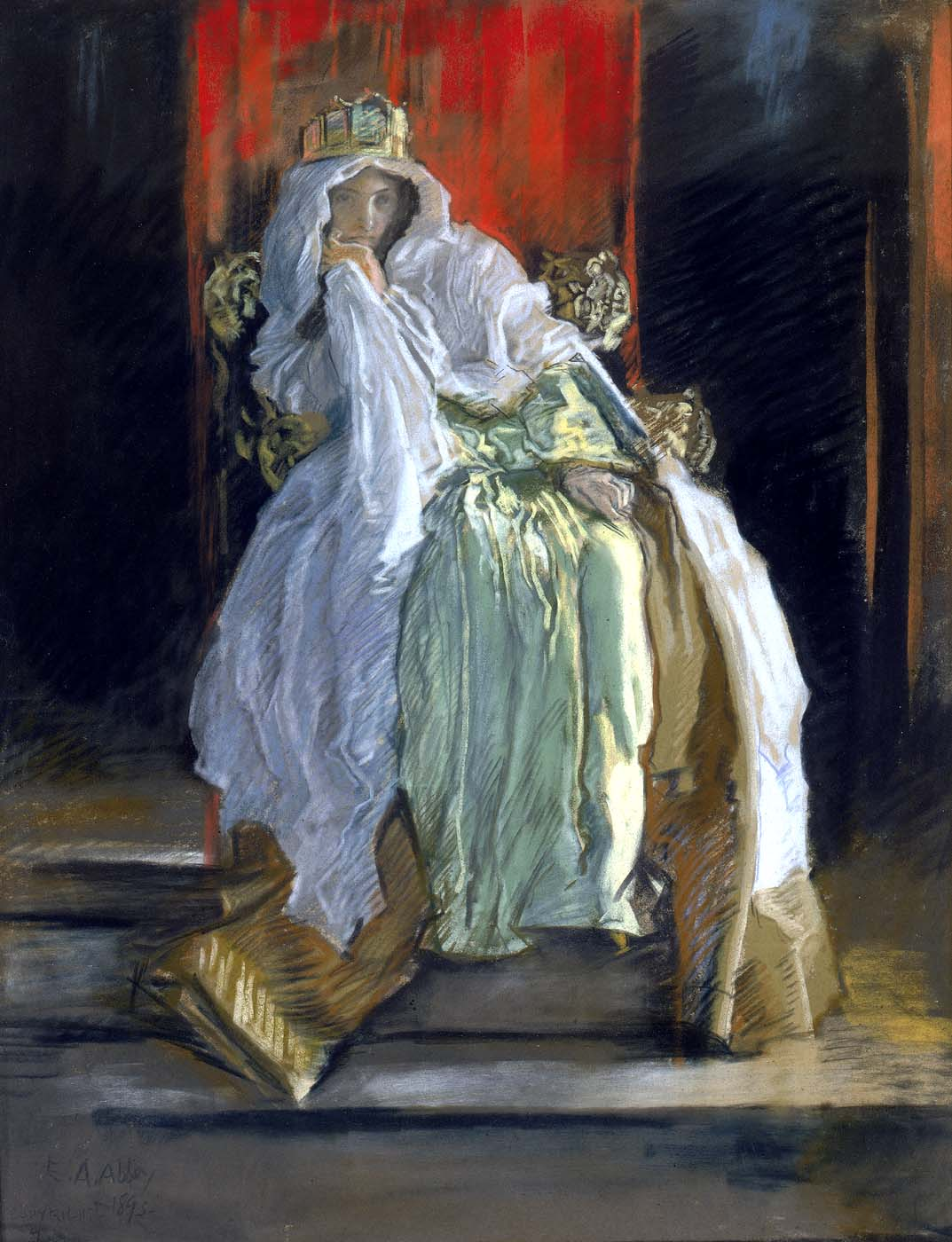
アビーの絵画『ハムレット』の王妃 (1896)、スミソニアン・アメリカンアート美術館

1878年にイギリスの17世紀の詩人、ロバート・ヘリック(Robert Herrick:1591–1674)の詩集を出版する出版社の依頼で、挿絵の材料を集めるためにイギリスに渡った。この書籍は1882年に出版されたが、1883年にイギリスに滞在し続けれることに決めた。1883年にイギリス王立水彩画家協会の会員に選ばれた。イギリスでも挿絵画家としてのさまざまな仕事もしたが、1890年に油絵作品をはじめて、ロイヤル・アカデミー・オブ・アーツの展覧会に出展し、1896年にも出展し、その年アカデミーの準会員となり、1898年に正会員に選ばれた。1902年にはエドワード7世の戴冠式を描く画家に選ばれ、その作品はバッキンガム宮殿に収蔵されている。夏は、イングランドのウスターシャー・コッツウォルズの景勝地ブロードウェイで、アメリカ出身の画家、フランシス・デーヴィス・ミレーの邸などでジョン・シンガー・サージェントらと過ごすこともあった。
1890年代には長い時間をかけてボストン公共図書館の壁画の仕事をした。1904年にロンドン証券取引所の壁画の仕事もし、1908年から新築されたペンシルベニア州ハリスバーグのペンシルベニア州庁舎の仕事をはじめたが1911年ころから健康を害して亡くなり、完成できなかった壁画は、サージェントが後をついで完成させた。
1902年にアメリカのナショナル・アカデミー・オブ・デザインの会員とアメリカ芸術・文学アカデミーの会員に選ばれた。バイエルン王立協会の名誉会員に選ばれ、フランスの国民美術協会の名誉会員に選ばれ、レジオンドヌール勲章（シュバリエ）を受勲した 。

## 作品

### イラスト作品

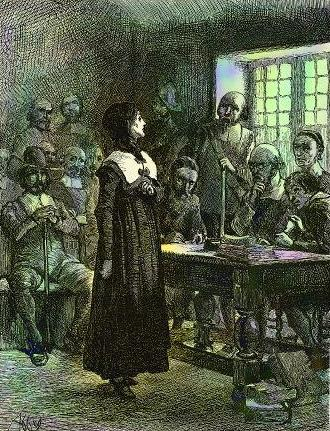
法廷で証言するアン・ハッチンソン
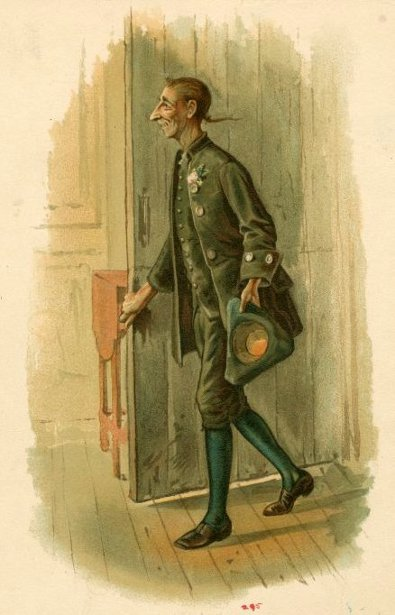
イカボッド・クレーン（英語版）
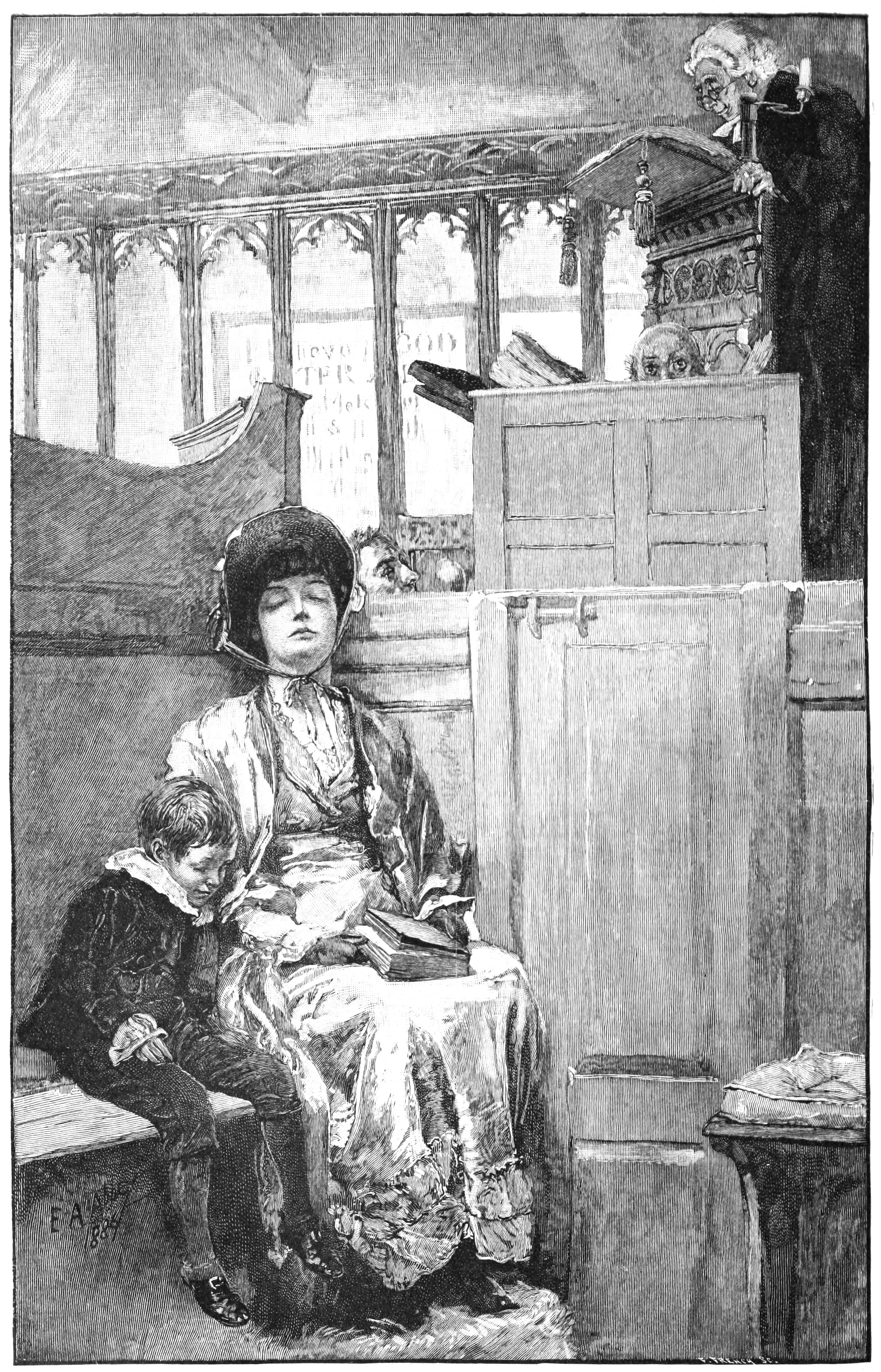
The Day of Rest
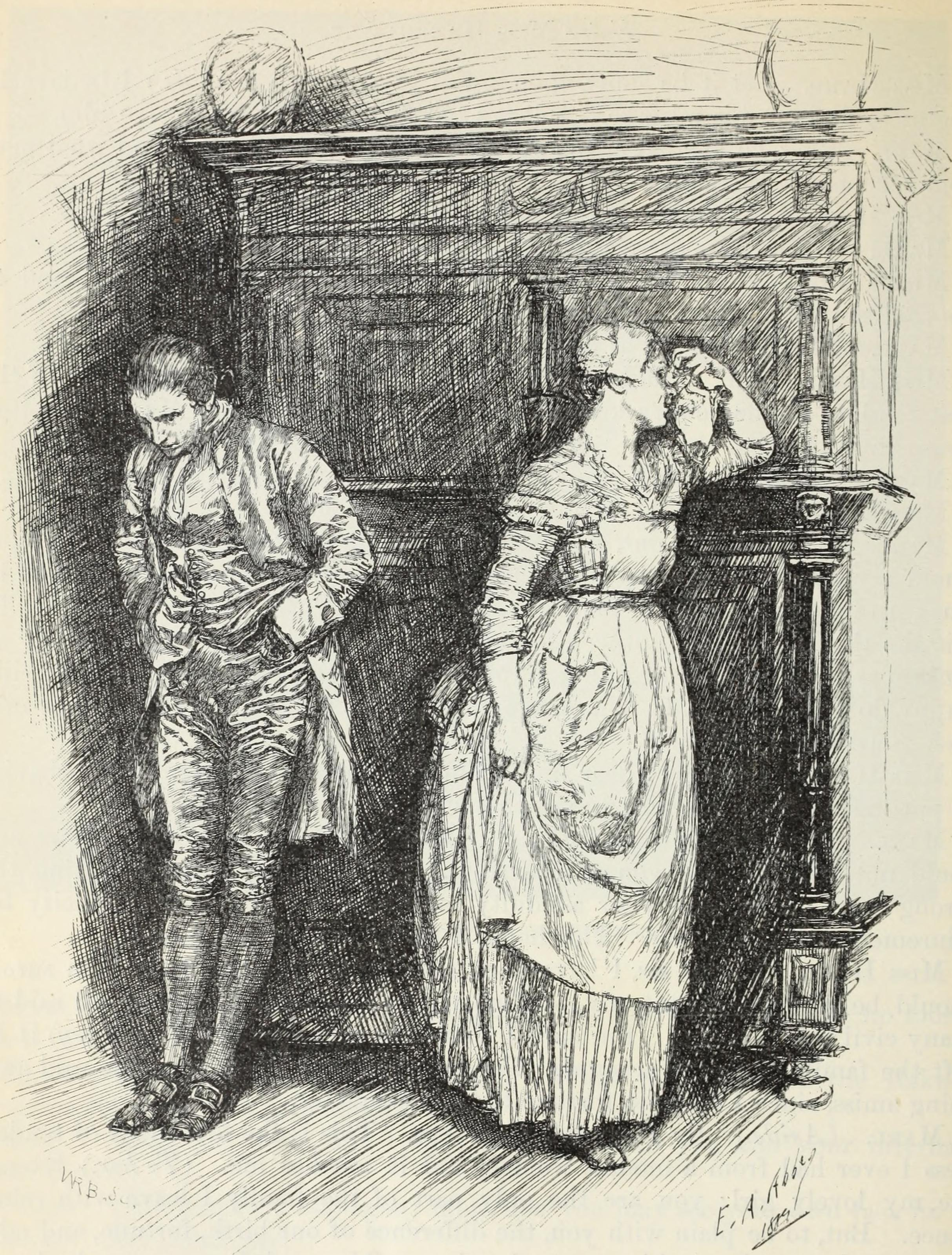
"By Heaven, she weeps." 『負けるが勝ち』の挿絵）